# 清远耳草
清远耳草（学名：Hedyotis assimilis）为茜草科耳草属下的一个种。其种加词“assimilis”意为“相近的”。